# Политехника - Школа за нове технологије Земун
Политехника - Школа за нове технологије је средња школа основана 1971. године. Налази се у општина Земун, у улици Аутопут за Загреб 18.

## Опште информације
Школа је основана 1971. године као организациона јединица Радничког универзитета „Нови Београд”. Део Политехничке академије била је до 31. марта 2006. године, када постаје самостална школа.
Током осамдесетих година школа је била прва образовна институција на подручју СФРЈ која је почела са CNC технологијом на алатним машинама, а 1986. године набавила је прве компјутерски управљане едукативне машине. Школска година 2006/2007. започета је са новим именом „Политехника”.
У оквиру школе постоје следећи образовни профили : техничар за роботику, техничар мехатронике - дуално образовање, техничар за компјутерско управљање машина, машински техничар за компјутерско конструисање и техничар за рециклажу.   У склопу ваннаставних активности организован је рад секција као што су : лего роботика CAD (Computer Aided Design) секција, шаховска и математичка секција, као и дебатни клуб.